# Grötzingen (Allmendingen)
Grötzingen ist ein Ortsteil der Gemeinde Allmendingen im Alb-Donau-Kreis in Baden-Württemberg. Im Zuge der Gemeindegebietsreform in Baden-Württemberg wurde die Gemeinde Grötzingen am 1. Januar 1974 nach Allmendingen eingemeindet.
Das Dorf liegt auf den Lutherischen Bergen über dem Grießtal, circa vier Kilometer nordwestlich von Allmendingen. Grötzingen ist über die Kreisstraße K 7333 zu erreichen.

## Geschichte
Grötzingen wird erstmals 817 urkundlich erwähnt und war Teil der Swerzenhuntare. Von 1270 bis zum 14. Jahrhundert wird der Ort meist Kirchgrötzingen, von 1292 bis zum 18. Jahrhundert Westerdorf genannt. Beides sind vermutlich Namen von ehemaligen Ortsteilen. Eine Adelsfamilie von Grötzingen erscheint im 12./13. Jahrhundert.
Der Ort war seit 1270 württembergisches Lehen der Freiherren von Freyberg und Bestandteil der Herrschaft Steußlingen bis zum Heimfall in 1581. Danach wurde Grötzingen Teil des württembergischen Amts Steußlingen unter dem Vogt bzw. Oberamtmann mit Sitz auf Schloss Neusteußlingen. 1806 wurde der Ort dem Oberamt Steußlingen und ab 1810 dem Oberamt Ehingen zugeteilt.